# Traité de Couillet
Vous lisez un « bon article » labellisé en 2016.
Le traité de Couillet détaille la lourde contribution de guerre imposée par l'Armée impériale allemande à la ville belge de Charleroi et aux communes environnantes, en représailles de l'action qu'auraient menée des francs-tireurs contre ses soldats investissant Charleroi.
Le 22 août 1914, lors de la bataille de Charleroi au début de la Première Guerre mondiale, le général allemand Max von Bahrfeldt, commandant de la 19e division de réserve s'assigne comme objectif de prendre les ponts sur la Sambre situés à Charleroi et Couillet et tenus par des soldats des 3e et 10e corps d'armée français. Dans leur progression à travers la ville, les soldats allemands essuient de rares coups de feu de la part des soldats français. Convaincus de la présence de francs-tireurs, les Allemands prennent des civils en otage et incendient des habitations.
Le 23 août, craignant une destruction complète de la ville, des notables carolorégiens, dont le bourgmestre Émile Devreux, vont à la rencontre du général pour parlementer. Celui-ci accuse les civils d'avoir fait feu sur ses soldats. Sous la menace des canons, il contraint les membres de la délégation à signer le « traité de Couillet » qui stipule le paiement d'une lourde indemnité de guerre en argent et en nature à régler le jour même à 18 heures.
Le bilan des exactions commises par les Allemands est de 41 civils tués et 159 habitations incendiées à Charleroi même. Il y a environ 250 civils tués et 1 300 bâtiments détruits dans l'ensemble du pays de Charleroi.

## Le Pays de Charleroi au début duXXesiècle
Après la dépression du dernier quart du XIXe siècle, la vingtaine d'années qui précèdent la Première Guerre mondiale voient la production belge s'élever à un rythme de croissance supérieur à 3 % l'an.
En raison du fait que le charbon est à l'époque la principale source d'énergie et que le sous-sol de la région renferme les différentes qualités de ce combustible, Charleroi voit éclore un grand nombre d'industries liées à la production de la houille. Cette croissance est également liée à la compétence technologique d'entrepreneurs locaux ou venus d'ailleurs, aux concours de groupes financiers et à l'exploitation des masses laborieuses qui présentaient en 1914 en Belgique un des taux de syndicalisation les plus faibles d'Europe.
L'année de l'exposition de Charleroi de 1911 correspond à l'âge d'or du pays de Charleroi. C'est, pour la ville, l'année du sommet démographique avec 32 553 habitants, record jamais plus atteint jusqu'à la fusion des communes en 1977. Le budget, en équilibre, est d'un peu moins de 2 400 000 francs belges,.

## Première Guerre mondiale et invasion de la Belgique
Les tensions provoquées par le contexte international du printemps 1914, l'assassinat de l'archiduc-héritier François-Ferdinand d'Autriche le 28 juin et ses conséquences font que, le 31 juillet, le roi Albert Ier décide de la mobilisation générale. Le 2 août, l'Allemagne réclame le libre passage de ses troupes sur le territoire belge et adresse un ultimatum au gouvernement.

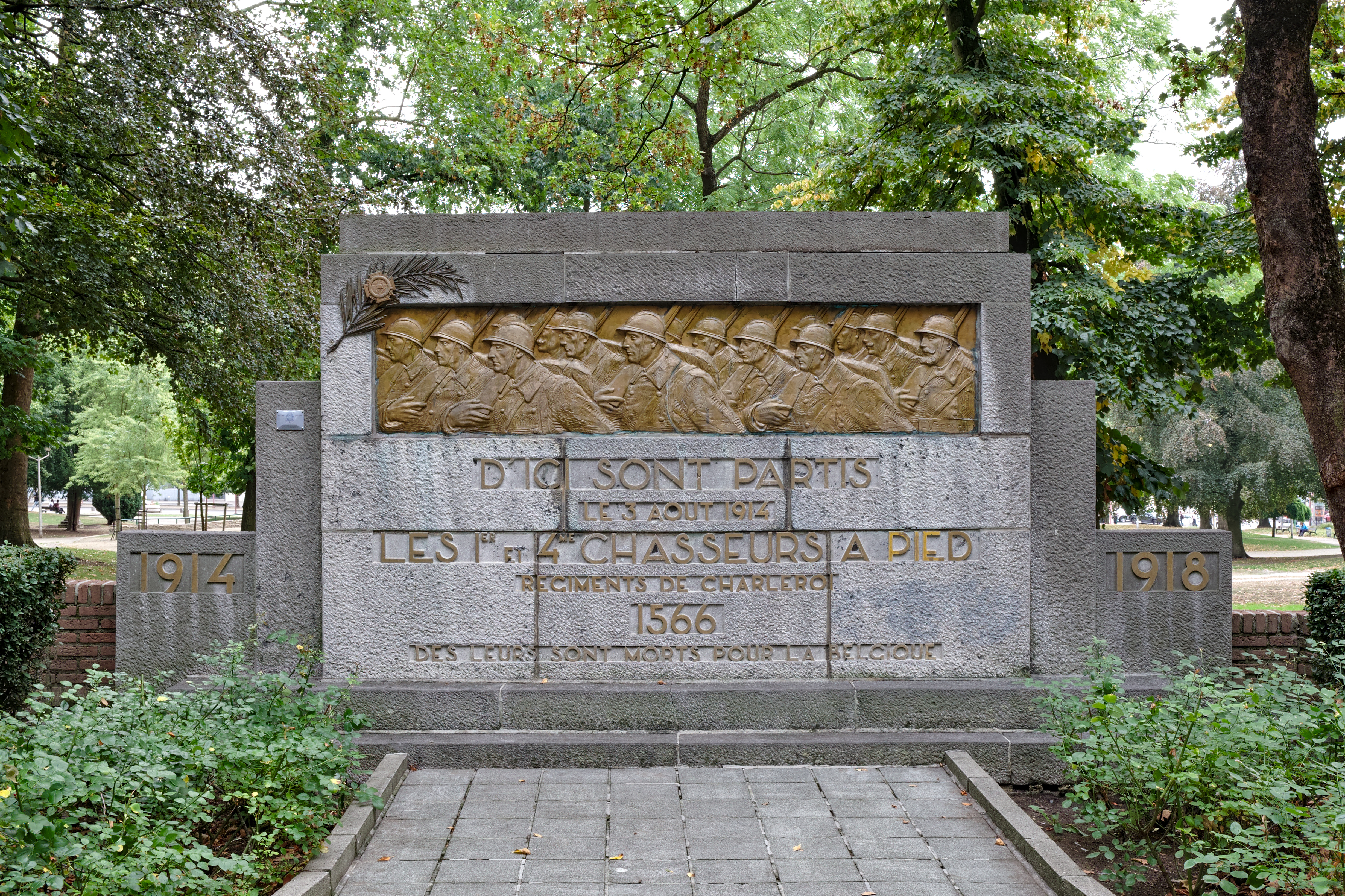
Monument dédié aux 1er et 4e régiments de chasseurs à pied, dans le parc Astrid de Charleroi.

Cet ultimatum sera rejeté le lendemain, 3 août. Ce même jour, le 1er régiment de chasseurs à pied quitte Charleroi pour Liège sous les ovations de la foule. La brasserie « Aux caves de Munich », située rue du Comptoir, est saccagée par quelques excités.

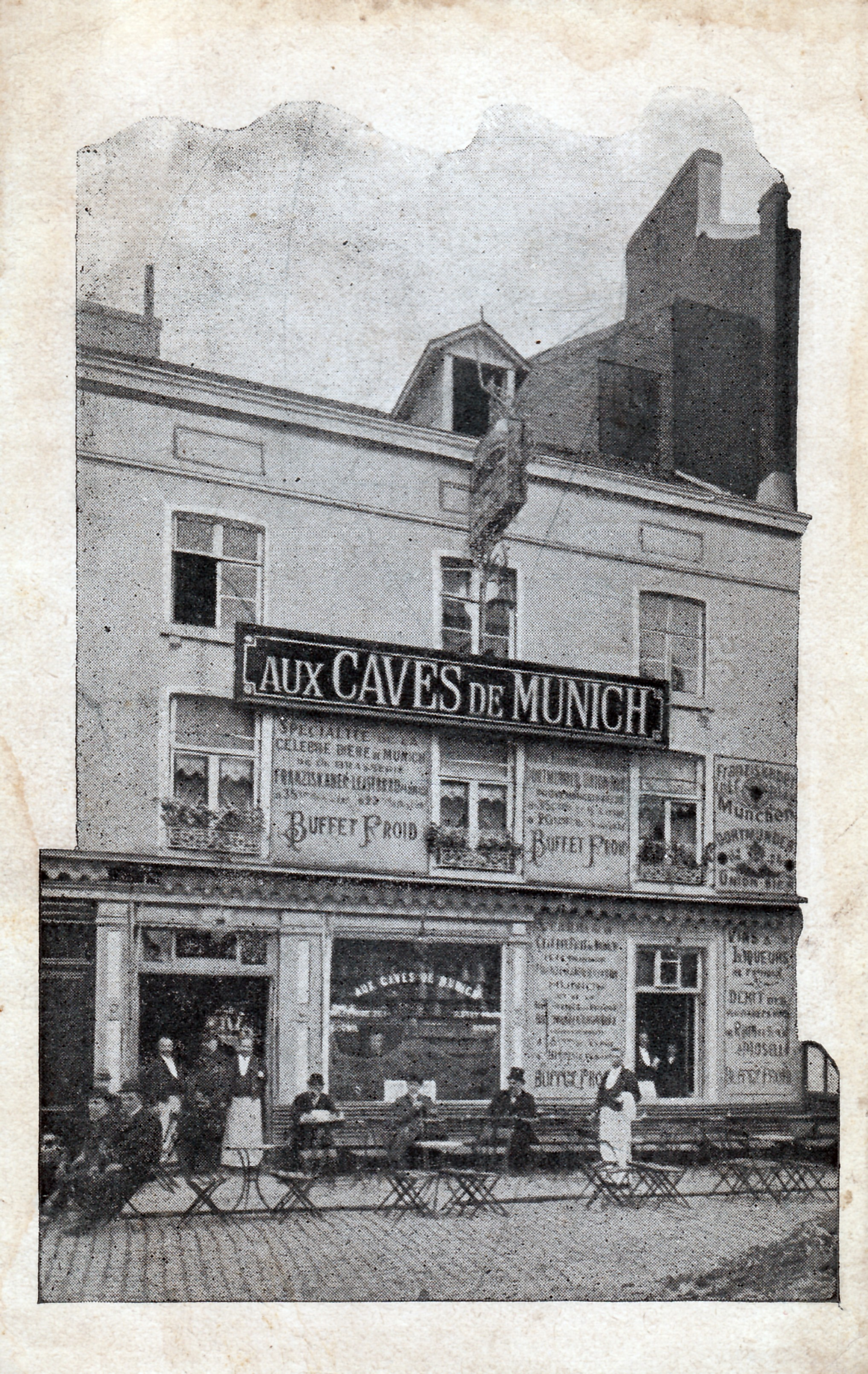
La brasserie « Aux caves de Munich ».

Le 4 août, les Allemands pénètrent en Belgique près d’Aix-la-Chapelle. Le roi lance un appel à la France et au Royaume-Uni. À Charleroi, la foule s'en prend au consulat d'Allemagne dont l'étendard et l'écusson sont décrochés. Il échappe cependant au sort subi par la brasserie la veille. Le lendemain, la garde civique est mobilisée.
Le 16 août, le dernier fort de Liège se rend. La presse commence à évoquer les atrocités allemandes avec massacres de civils et maisons incendiées. Dès lors les autorités multiplient les consignes de calme à la population afin de prévenir tout acte susceptible de provoquer des représailles. À Charleroi, sept ambulances avec médecins volontaires sont prêtes à entrer en action. Les jours suivants, plusieurs milliers de personnes, surtout des familles d'industriels et de commerçants, quittent Charleroi en train pour rejoindre d'autres villes belges ou la France. Le 20, les 3e et 10e corps d'armée de la 5e armée française commandée par le général Lanrezac arrivent en ville où la population les accueille avec enthousiasme et attend le Corps expéditionnaire britannique que l'on sait ne plus être très loin.
Cependant, le lendemain matin, des éclaireurs uhlans de la 2e armée allemande du Generaloberst von Bülow, à la faveur d'un épais brouillard, arrivent en ville. Ils sont d'abord pris pour des Britanniques, mais sont finalement reconnus par les soldats français qui tiennent la barricade établie sur la rue du Pont Neuf et qui ouvrent le feu. Sur les cinq Allemands, deux sont blessés et un troisième tué. Dans l'après-midi, on apprend, consterné, que les Allemands sont entrés à Bruxelles la veille. Cet après-midi encore, les gardes civiques reçoivent des autorités belges l'ordre de licenciement général,,. Désormais, la garde des ponts sur la Sambre et la défense de la ville incombent aux seuls Français,.
Le 21 août, commence la bataille de Charleroi, centrée sur la prise des ponts sur la Sambre. Depuis ceux de Tamines, Auvelais et Arsimont, sur la Basse-Sambre, jusqu'à ceux de Lobbes et Thuin, sur la Haute-Sambre. Au cours des trois jours de combats, les civils seront les victimes indirectes mais seront également pris pour cible. De nombreux massacres de civils ont été perpétrés par l'Armée impériale allemande. Les Allemands croyaient en une collusion, y compris armée, entre l'Armée française et les civils belges.
La manière de faire face à d'éventuels francs-tireurs préoccupe intensément les officiers de l'Armée impériale allemande depuis la guerre franco-allemande de 1870. Ils étaient convaincus qu'ils auraient à en affronter lors d'un prochain conflit avec la France. Cette peur collective, liée à d'autres facteurs tels que l'alcool, l'inexpérience, l'épuisement physique et nerveux des combattants, et la désorientation due aux combats en zone urbaine font que, pour eux, la ville était perçue comme un « nid de francs-tireurs » et ils en voyaient surgir de partout.
À cela s'ajoute un fanatisme religieux. Les soldats allemands présents, protestants, considéraient que les prêtres catholiques incitaient leurs ouailles à la guerre populaire. La crainte d'une insurrection ouvrière est beaucoup plus faible. Cependant, en 1906 paraît en Allemagne un roman intitulé 1906. Der Zusammenbruch der alten Welt (1906 : la Chute du vieux monde). Il s'en serait vendu pas moins de 150 000 exemplaires. Il met en scène une guerre entre l'Allemagne et la Grande-Bretagne, durant laquelle « une insurrection socialiste des travailleurs de Charleroi répond à l'invasion de la Belgique par l'Allemagne ».

## Journée tragique du 22 août

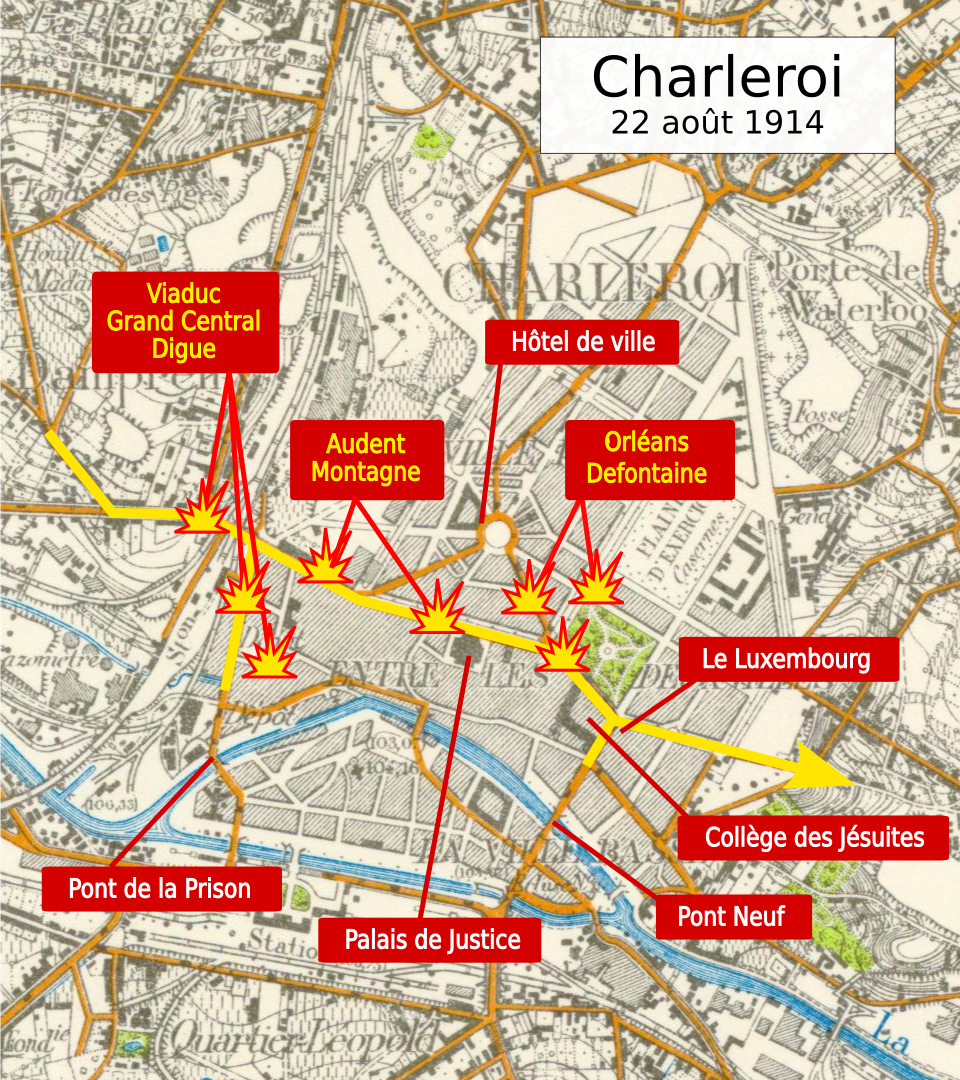
Carte topographique de Charleroi au début de la Première Guerre mondiale avec le cheminement des soldats allemands et les lieux principaux.

Le 22 août, la 2e armée allemande venant du nord cherche à prendre les ponts sur la Sambre pour s'établir sur la rive droite. Vers 6 h 30 le matin, les troupes de la 19e division de réserve du général Max von Bahrfeldt, unité de la 2e armée, viennent de Gosselies par la chaussée de Bruxelles. Leurs objectifs sont les ponts de Charleroi et Couillet. Précédées par des civils belges pris en otage, elles sont mitraillées par les soldats français retranchés au lieu-dit La Planche à Dampremy. Après cette altercation, les soldats allemands rebroussent chemin et remontent la chaussée vers le lieu-dit Bon-Air à Lodelinsart où, prétextant que des civils ont été aperçus à côté de la barricade, ils pillent et incendient des maisons. Depuis les hauteurs de Jumet, l'artillerie allemande bombarde le fond de la vallée et Charleroi.
À Bon-Air, le général von Bahrfeldt divise ses troupes en deux colonnes. L'une se dirige vers Montignies-sur-Sambre et Couillet pour prendre le pont de l'Écluse sur la Sambre. L'autre doit prendre à revers les Français retranchés à La Planche, qui entretemps ont évacué les lieux. Elle se dirige vers Dampremy via le Warchat et le terril Deschassis pour finalement déboucher, toujours précédée de civils pris comme boucliers humains, au lieu-dit Viaducs par la rue de Heigne.
Depuis cet endroit, les Allemands se dirigent vers le pont de la Prison par la rue du Grand Central. Depuis le pont, les Français, dont la seule mission est d'arrêter les incursions de la cavalerie allemande, mitraillent, tuant et blessant soldats et otages. Les pionniers allemands trouent portes et fenêtres pour projeter des pastilles incendiaires à l'intérieur des maisons. Toute la rue du Grand Central et la place de la Digue flambent. Une vingtaine d'otages trouvent la mort ou sont blessés.
Plus tard dans la matinée, les Allemands, toujours précédés d'otages, avancent dans le boulevard Audent. Les soldats, sous prétexte de possibles francs-tireurs, incendient méthodiquement les maisons bourgeoises du boulevard Audent, mais également dans le boulevard Defontaine et la rue d'Orléans. Seuls le Palais de Justice, le temple protestant et quelques maisons environnant le collège des Jésuites qui sert d'hôpital d'ambulance, sont épargnés. Les Allemands arrivent à la rue du Pont Neuf au carrefour du café du Luxembourg d'où ils tirent vers la barricade installée par les Français à l'avant du pont.
Estimant problématique la prise de la Ville Basse et les ponts sur la Sambre avant la fin de journée, alors que les Français ont pourtant évacué les lieux, les officiers allemands obliquent vers l'est pour se diriger vers Montignies-sur-Sambre.
À neuf heures du soir, les maisons des boulevards, rues et places dans l'axe est-ouest brûlent toujours. 

« La rue de la Montagne, la rue Charles II, la rue du Grand Central, la place de la Digue. Tout cela ne forme qu'un immense brasier où de longues flammes se tordent en démence, où des gerbes fantastiques d'étincelles jaillissent en jets démesurément hauts. Dans la rue Charles II, la maison d'un droguiste brûle et semble un immense feu de Bengale vert dans ce feu d'artifice infernal. Des pans de murs s'abattent, des charpentes consumées s'écroulent. Toute la terre tremble, la chaleur est intolérable. »

Les habitants de la ville s'interrogent sur les intentions des Allemands. Vont-ils continuer à incendier la ville, la bombarder ? Des réfugiés venant de Couillet prétendent que des canons sont braqués sur Charleroi. Léon Henvaux, secrétaire de la chambre de commerce, communique cette information au bourgmestre Émile Devreux.

Quelques endroits incendiés.
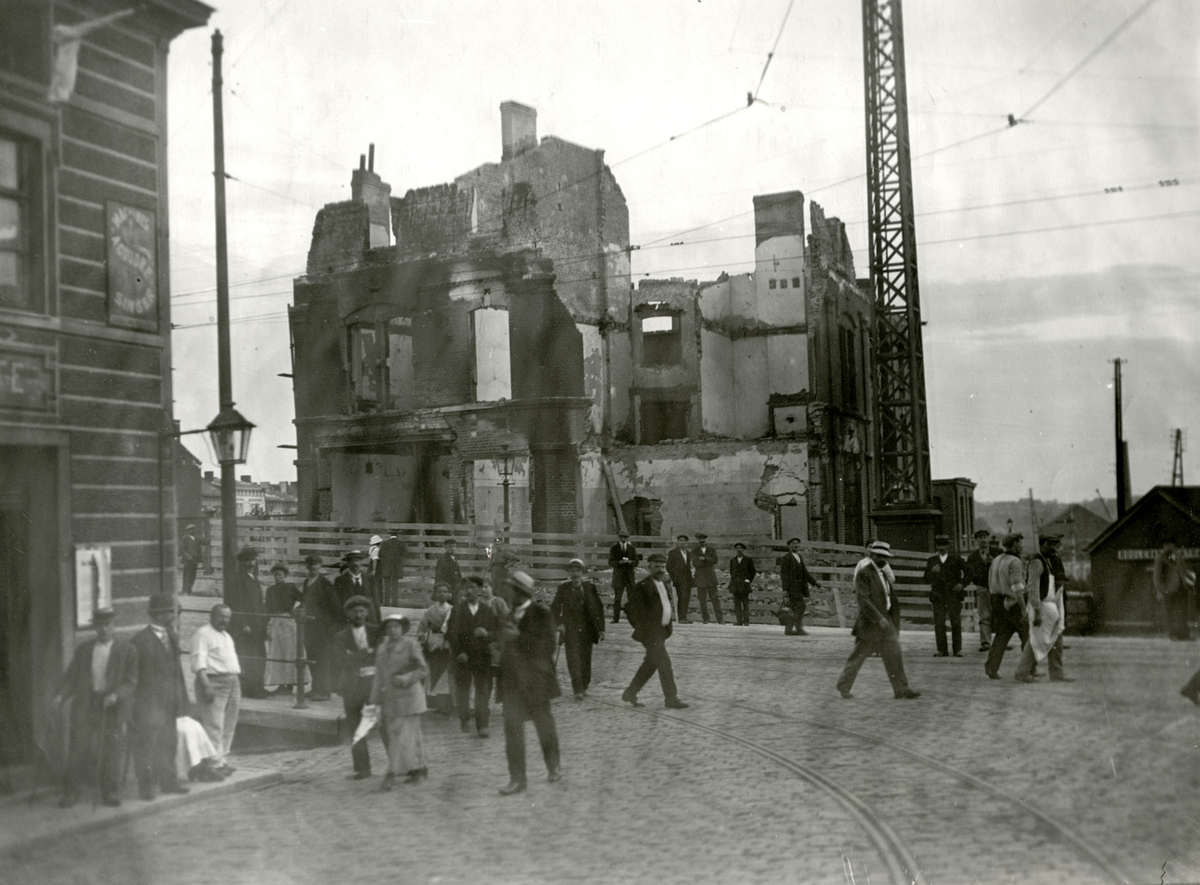
Entrée de la ville, avenue du Viaduc.
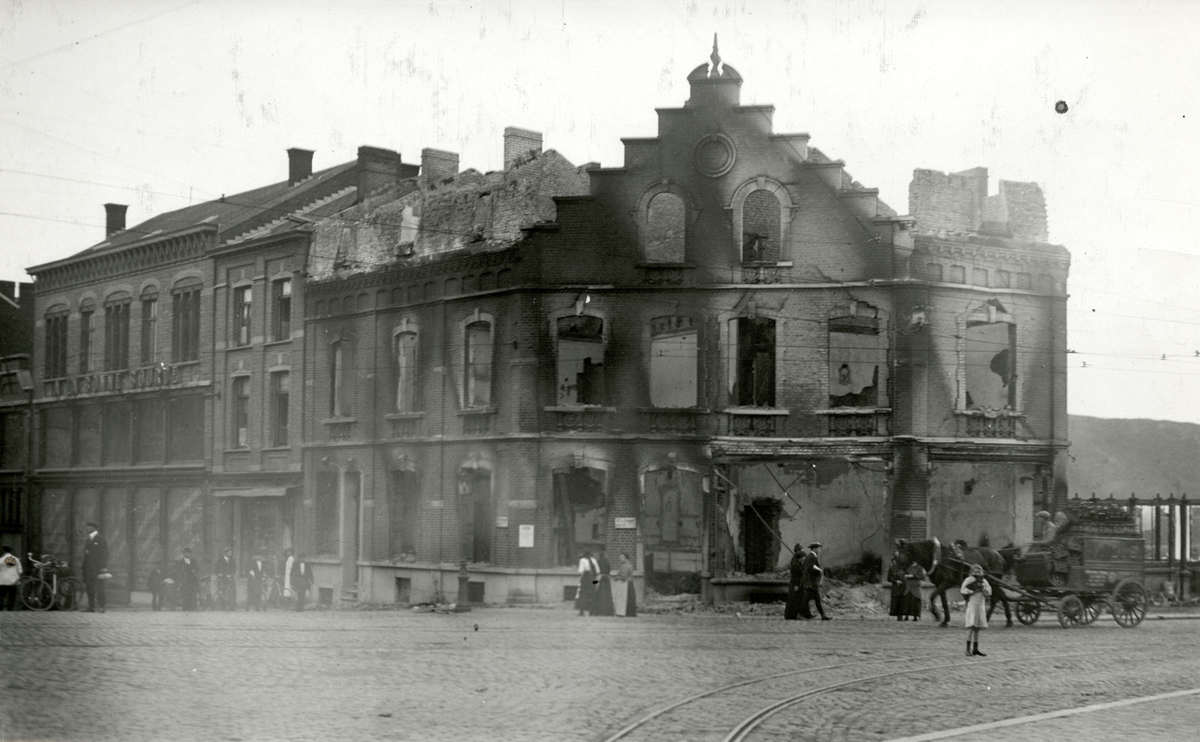
Angle de la rue du Grand Central et de l'avenue du Viaduc.
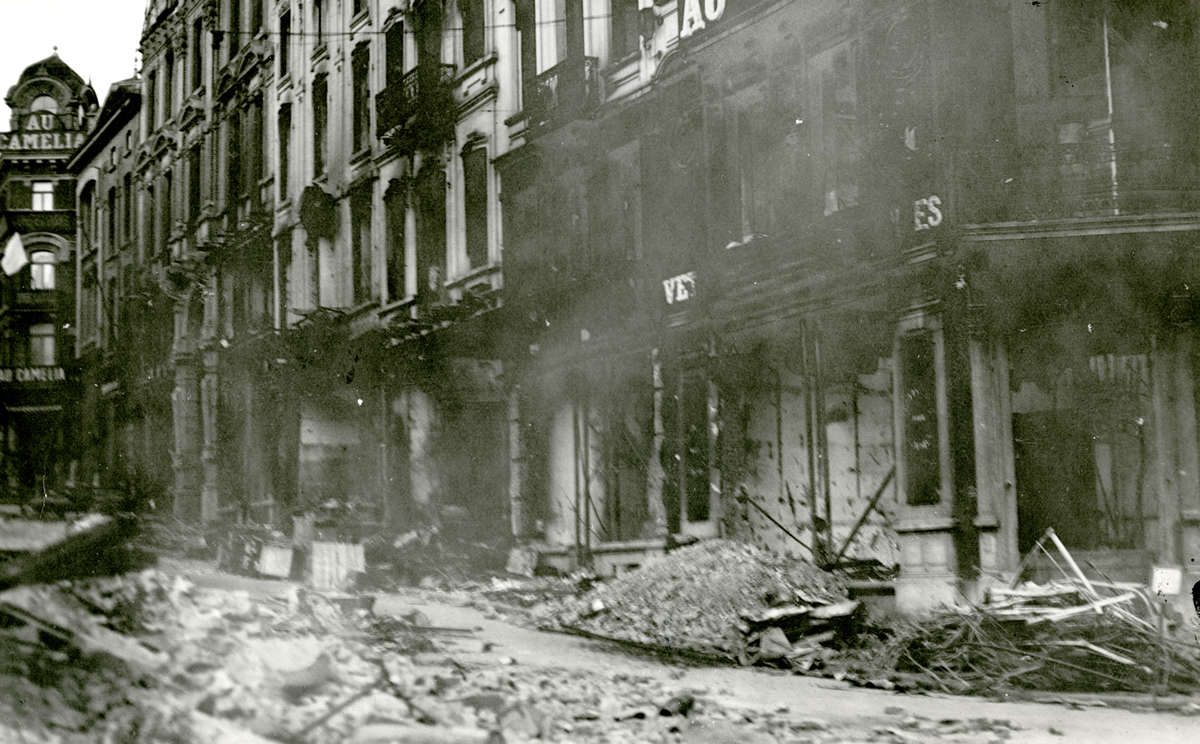
Angle de la rue de la Montagne et du boulevard Audent.

## La journée du 23 août
| Texte du traité, |
| --- |
| A comparu le Bourgmestre de la ville de Charleroi, M. Devreux, devant le Commandant de la 19e division de Réserve (Res. Div.) qui fait les réquisitions suivantes : La ville de Charleroi, a à fournir pour ce soir, 23 août, 6 heures de l’après-midi : 120 tonnes d’avoine, 40 tonnes de pain, 20 tonnes de conserves et viandes fumées, 800 kilos de café, 800 kilos de sel, 100 kilos de sucre, 3 tonnes de benzine, 50 litres de glycérine. Tous ces articles sont à fournir sur des voitures attelées et doivent être fournis pour 6 heures de l’après-midi, devant la mairie de Montignies-sur-Sambre. Il y a à fournir : Cinq automobiles ; toutes les armes et munitions qui se trouvent en possession des habitants, revolvers, poudres, etc., également sur la place de la Mairie de Montignies. Enfin la ville a à fournir en cinq versements la somme de dix millions de francs, et le premier versement aujourd’hui 23 août à 6 heures de l'après-midi, sera de deux millions en espèces ou en valeur sûres ou en lettres de change. Les paiements suivants de même import avec intervalle de six à vingt jours. La réception de la somme aura lieu dans la mairie de Charleroi jusqu’au paiement de toute la somme. Le Bourgmestre et deux respectables citoyens de la ville seront gardés comme otages. Lu et signe : Von Bahrfeldt. E. Deveux. |

Le dimanche 23 août 1914, un peu après 5 heures du matin, une délégation part à la recherche du général allemand muni d'un certificat de bonne conduite décerné par le consul d'Allemagne avant son départ. Le groupe est composé d'Émile Devreux, bourgmestre, Émile Buisset, échevin des finances, Albert Dulait, avocat, dont la voiture est conduite par son fils Paul et de Louis Smeysters, exportateur maîtrisant l'allemand, qui a accepté de servir d'interprète. C'est ce dernier qui arbore un drapeau blanc.
Le groupe se dirige vers Montignies-sur-Sambre. Sur la place, les Carolorégiens sont accusés d'avoir tiré sur les soldats allemands. Après avoir exhibé le document obtenu du consul allemand, le groupe, accompagné maintenant par le lieutenant Hermann von Hanneken, est invité à se diriger vers Couillet où il pourra rencontrer le général von Bahrfeldt au château de Parentville.
Ce dernier interpelle le bourgmestre en faisant valoir que des civils ont tiré sur ses soldats. Il exige le payement d'une indemnité de guerre. Elle est d'abord fixée à 50 millions de francs belges. Puis, devant les protestations de la délégation, ramenée à 10 millions. Émile Buisset explique alors la situation des finances de la ville. Le général s'en tient au dix millions, mais permet que la somme soit versée par parties à échéances espacées. Le premier cinquième doit être payé avant 6 heures du soir. Outre ces dix millions, le général impose des réquisitions multiples en grains, farines, avoines et autres denrées. Quand le bourgmestre Devreux fait remarquer au général que ces denrées n'existent pas à Charleroi, le général réplique qu'il doit s'arranger avec les bourgmestres des environs et fournir la marchandise avant 6 heures du soir, sinon Charleroi sera réduite en cendres. La délégation, sauf Louis Smeysters, retenu comme otage, prend congé du général et se rend à l'hôtel de ville de Charleroi accompagnée du lieutenant von Hanneken,.
En plus d'Émile Devreux lui-même, Louis Lalieu, curé-doyen de Charleroi et Vital Françoisse, directeur des ACEC, sont tenus en otages dans le cabinet du bourgmestre. Ce dernier fait appel aux fondés de pouvoirs des banques de la place : Banque de Charleroi, Banque Centrale de la Sambre, Union du Crédit, Banque Charles Bivort, Banque Félix Pierlot et Cie et le Crédit Général Liégeois qui libèrent l'ensemble de leurs avoirs disponibles et garantissent l'apport complémentaire en liquide provenant de particuliers aisés dont Paul Dewandre, homme d'affaires. Ces efforts permettent de réunir la somme de deux millions,,. Plusieurs banquiers et les bourgmestres de vingt communes s'engagent aussi à payer la rançon.
Les denrées exigées par les Allemands, trop importantes pour les disponibilités d'un bassin industriel, sont incomplètement rassemblées par l'échevin Édouard Falony avec l'aide des communes environnantes.
La délégation se présente devant l'état-major allemand le soir à 18 heures. Le bourgmestre reçoit néanmoins un satisfecit attestant la loyauté avec laquelle il a procédé aux réquisitions qui lui étaient imposées. Les derniers otages sont libérés et Charleroi échappe ainsi à l'anéantissement.

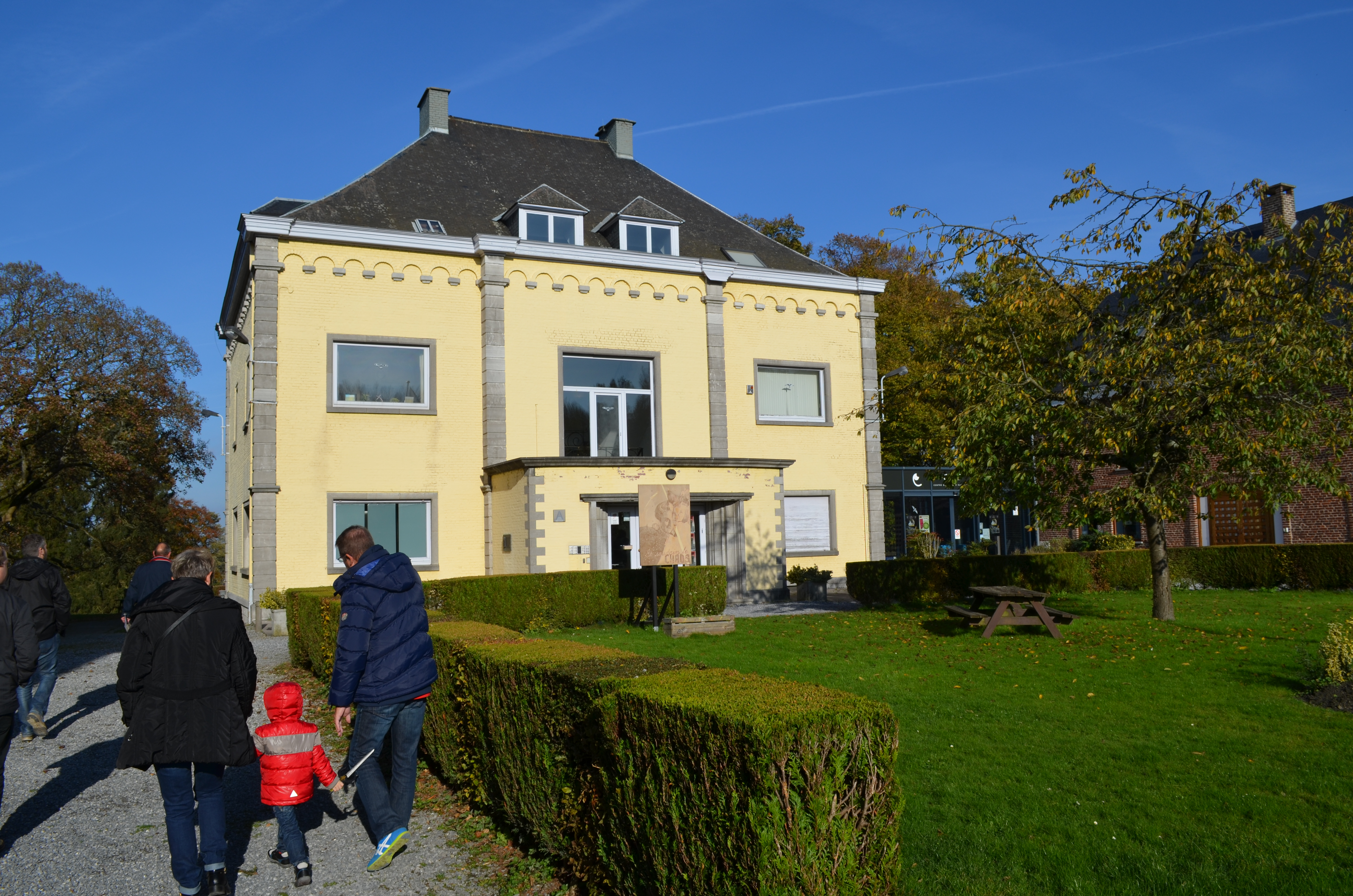
Château de Parentville à Couillet où fut signé le traité.
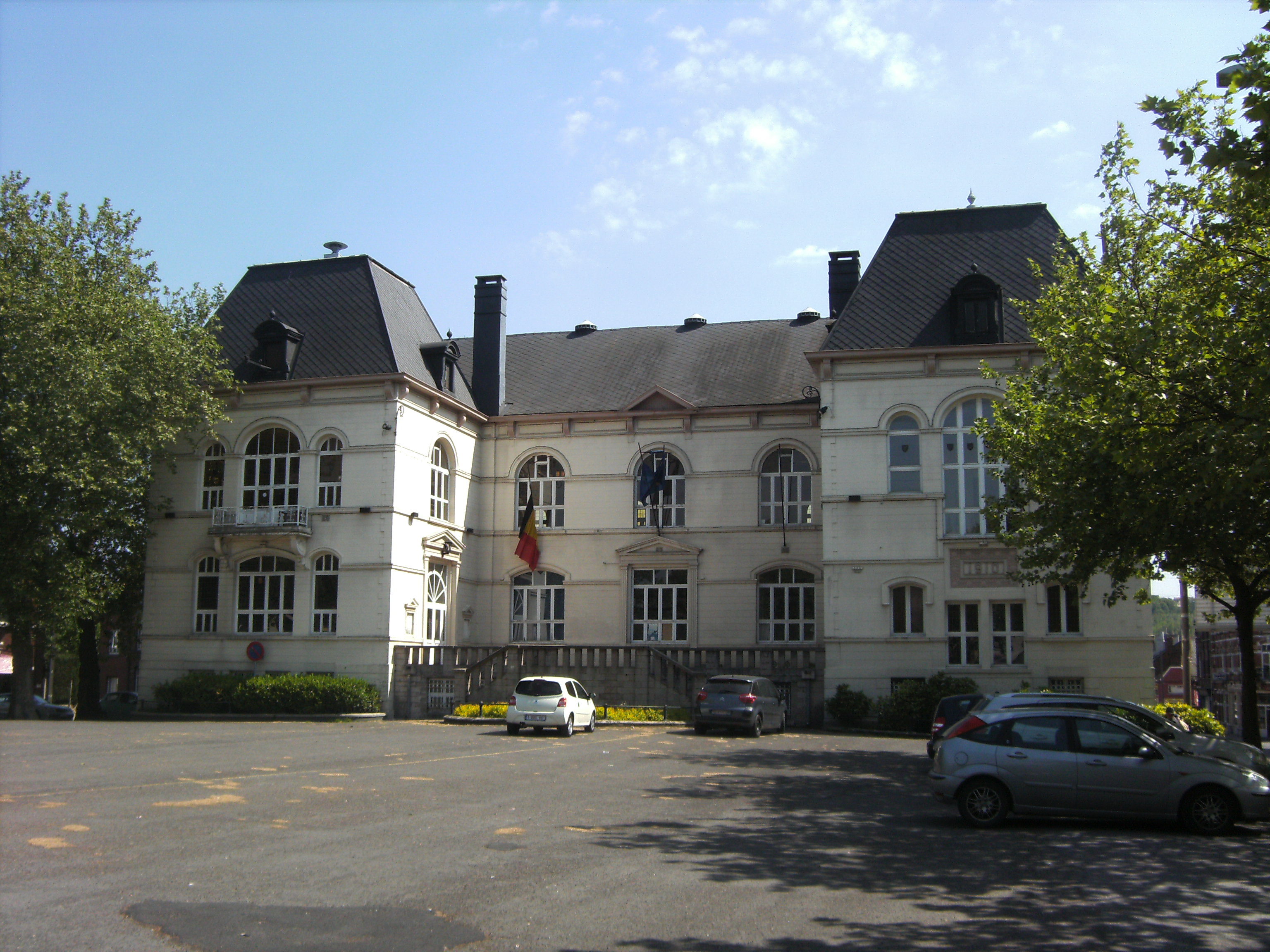
Place et hôtel de ville de Montignies-sur-Sambre.
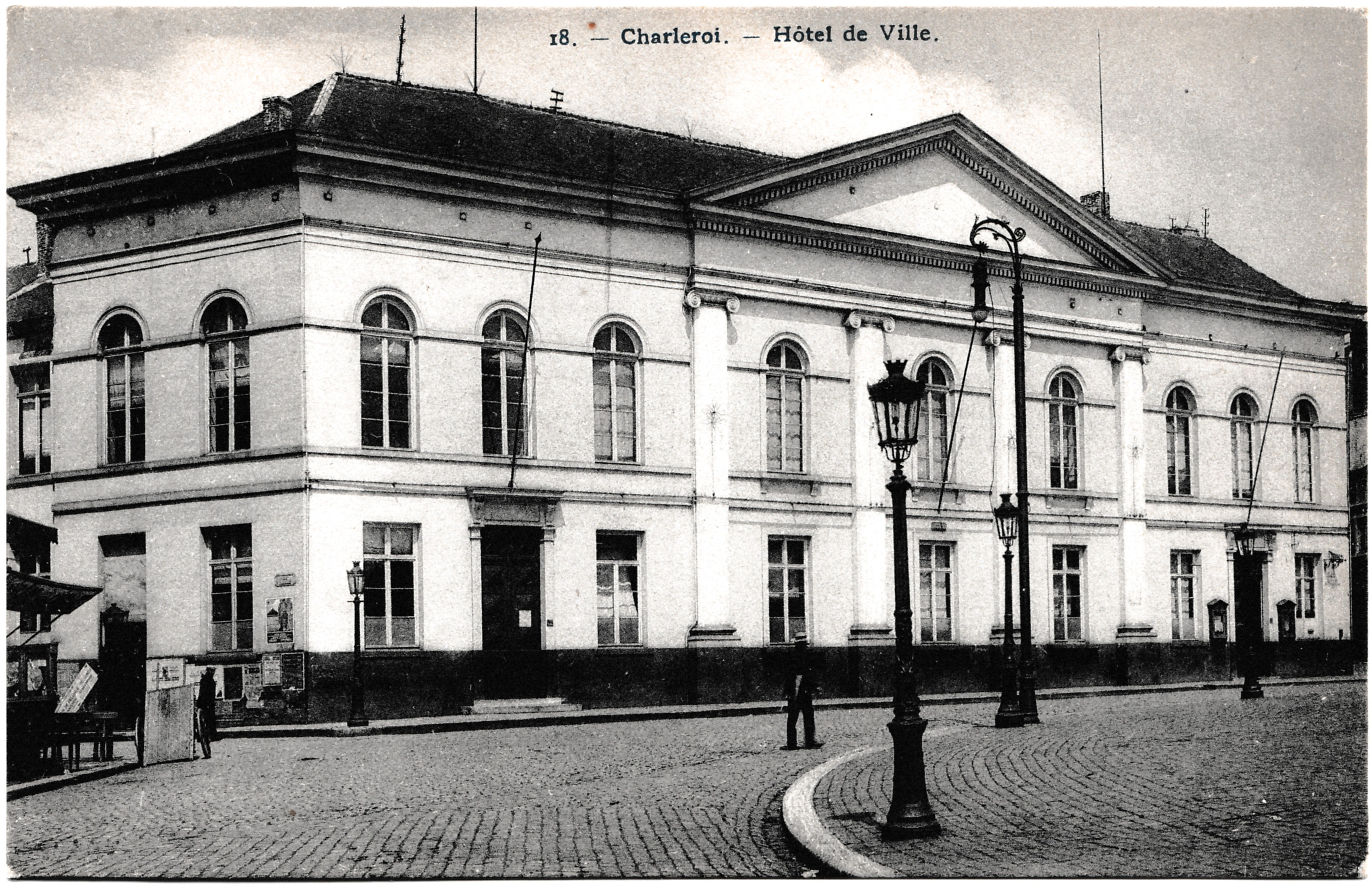
Hôtel de ville de Charleroi en 1911.

Sur le plan militaire, le 23 août voit les forts de Namur tomber à l'est et les Anglais lâcher prise à Mons, à l'ouest. Le général Lanrezac n'a plus personne pour protéger ses flancs et décide de retirer son armée sur la ligne Givet-Philippeville-Merbes-le-Château.
Vers minuit, le général von Bülow envoie un télégramme à l'État-Major général dans lequel il résume les progrès réalisés par la IIe armée indiquant que « les soldats allemands avaient dû, par endroits, se défendre contre les actes d'hostilité de la population civile,. »

## Conséquences et suites

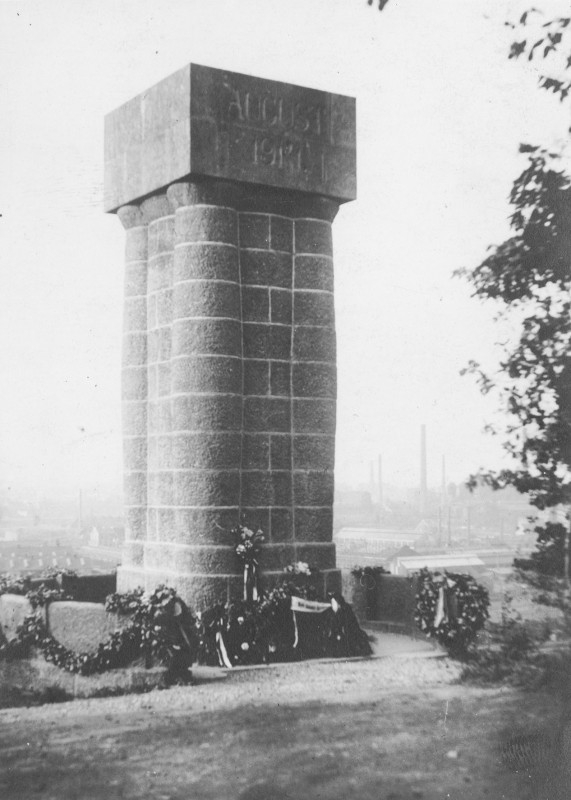
Monument allemand « Den Kameraden » inauguré le 22 août 1915 pour commémorer la bataille de la Sambre d'août 1914.

Dans la ville de Charleroi, on dénombre 41 civils tués et 159 immeubles détruits. À Lodelinsart ce sont 93 maisons qui sont brûlées et 16 civils tués, 11 civils sont tués à Dampremy, 134 maisons sont incendiées et 37 civils sont assassinés à Montignies-sur-Sambre, 86 maisons et 10 civils à Jumet, 251 maisons et 37 civils tués à Monceau-sur-Sambre, ainsi que 69 maisons et 16 civils à Couillet,. Le bilan est de 250 civils tués et 1 300 maisons incendiées pour l'ensemble du pays de Charleroi, sans compter les immeubles pillés et des centaines d'otages insultés et malmenés.
Au lendemain de la signature du traité suivent des discussions entre les communes signataires concernant la quote-part de chacune. Finalement, les bourgmestres reconnaissent devoir solidairement, en proportion du nombre d'habitants, aux banques et à Paul Dewandre, la somme de dix millions de francs, exigible un an après cette convention. Le solde de huit millions encore dus ne sera en fin de compte pas réclamé par l'Allemagne mais englobé dans la contribution de guerre imposée à la Belgique.
Pour la population, c'est le début de quatre années d'occupation marquées de privations ou de mort de proches.
Dans le Livre blanc allemand, ouvrage dont « l'intention est clairement de fournir des preuves à l'appui des accusations d'une Volkskrieg belge », la bataille au cœur de la ville de Charleroi occupe très peu de place. Un soldat appartenant au 78e régiment d'infanterie de réserve y témoigne avoir vu un dragon allemand les yeux crevés par un civil et le corps enduit d'un liquide inflammable et allumé. Fait dont il n'y a nulle trace par ailleurs, même pas dans les accusations portées par le général von Bahrfeldt,.
Le 22 août 1915, est inauguré sur les hauteurs de Couillet, en présence des hautes autorités militaires allemandes un monument portant la mention Den Kameraden (« Aux camarades ») et la date d'août 1914. Ce monument est dynamité après la guerre, le 11 novembre 1920.
Après la fin de la guerre, Max von Bahrfeldt est reconnu coupable de crimes de guerre lors d'un procès en Belgique pour ses actions lors de la bataille de Charleroi et condamné à la peine de mort par contumace par une cour martiale belge réunie à Mons en 1925. Quant à lui, il nie toute responsabilité et ne se sent nullement coupable des faits qui se sont produits à Charleroi, rejetant la faute sur des francs-tireurs :

« Ma division devait marcher jusqu'à Charleroi, le siège de l'industrie belge. Elle ressemble avec ses faubourgs aux centres industriels de Westphalie, mais Charleroi est incomparablement plus sale. La plus basse couche de la population ouvrière est un mélange de Wallons, de Flamins [sic], d'Allemands et d'autres immigrants étrangers, tous influencés par le bas clergé catholique, pourris en raison de l'absence de tout soin social, tombés dans l'alcool et atrophiés en conséquence, le Wallon facilement irritable, sournois, un dangereux ennemi dans le dos de l'armée. […]

Lors de l'arrivée en ville, selon Bahrfeld, aux coups de cloches les habitants ouvrirent le feu sur les innocents soldats de la 19e division de réserve, depuis les soupiraux, les fenêtres et les toits. Les maisons dont on tirait tombaient en ruine, livrées aux flammes. Les civils trouvés une arme à la main furent abattus. Sans doute maint innocents ont pu connaître le même sort, car le combat de rue acharné fouettait les passions. […] Vieux, jeunes et même des femmes prenaient part au combat. Les femmes ont même tiré des blessés jusque dans les maisons, où elles les ont détroussés et torturés. »